# Yuki Matsumoto
Yuki Matsumoto (født 22. januar 1989) er en japansk fodboldspiller.
Han har spillet for flere forskellige klubber i sin karriere, herunder SC Sagamihara.